# Devin Smith
Devin Michael Smith (New Castle, 12 de abril de 1983) é um ex-basquetebolista profissional estadunidense atualmente aposentado.